# Massimiliano Cutrera
Massimiliano Cutrera (Brescia, 11 settembre 1970) è un attore e ballerino italiano.

## Biografia
Dopo essersi diplomato in russo e polacco si è laureato all' Accademia di arte drammatica a Mosca  e torna in Italia per dedicarsi al teatro.

### Gli inizi: il teatro
Ha debuttato in teatro nel 1996 come protagonista in Sogno di una notte di mezza estate  e in Da giovedì a giovedì  diretto da Emanuele Faina e nel 1997 in Odissea. Successivamente ha recitato in spettacoli fantasy (La Compagnia dei Girovaghi, Triste Rondine Maschio e Pierino e il lupo). Inoltre dal 2000 ha iniziato a scrivere di suo pugno e a dirigere alcuni spettacoli messi poi in scena (Cvetok, La vittoria sul sole, Pasolini secondo noi, e Pierino e il lupo). Nel 2001 è stato di nuovo protagonista in Il diario di Gian Burrasca, per poi tornare in teatro nel ruolo di protagonista in Crocifissione e in Per un pezzo di pane diretto da Pierpaolo Sepe.

### Il 2000: cinema e tv
Dal 2000 recita al cinema e in tv.
Nel 2002 è stato nel cast in El Alamein e nel cortometraggio Elle nel ruolo di protagonista. Nello stesso anno ha recitato nella fiction Renzo e Lucia e nel 2003 in Distretto di polizia. Nel 2004 è apparso nel corto Antefatto e nella fiction  E poi c'è Filippo nel ruolo di Vito Palma. Nel 2020, recitando in russo, ha interpretato il villain Anton in Anja - Real Love Girl.

### Il 2006: La danza
Nel 2006 ha ricoperto ancora diverse volte il ruolo di protagonista, ma iniziando a portare in teatro un'altra sua grande passione:la danza. Diretto da Fabiana Yvonne Lugli Martinez, ha ballato e recitato in Sound of sign. Nel 2011 ha unito un'altra sua grande passione, la scherma storica, con la passione per il teatro, ideando e dirigendo Con la penna e con la spada, insieme all'autore dei testi Francesco Groggia, con cui ha fondato il Gruppo Carme.
Successivamente ha portato in scena La sedia di Garibaldi,uno spettacolo di lettura scritto da Sandro Giacchetti. Nel 2012 è stato nel cast dello spettacolo Il Ponte di Jerzy Szaniawski, diretto da Maria Shmaevich.

## Teatro
- Da giovedì a giovedì regia Emanuele Faina (1996)
- Sogno di una notte di mezz'estate regia Emanuele Faina (1996)
- Odissea regia di Marco Köhler (1997)
- La Compagnia dei Girovaghi regia Giulia Gambioli (2000)
- Il giornalino di Gian Burrasca regia Roman Viktyuk (2001)
- Carmen regia Giancarlo Sepe (2002)
- La vittoria sul sole regia Massimiliano Cutrera (2003)
- Destinatario sconosciuto regia Edoardo Rossi (2003)
- Cvetok regia Massimiliano Cutrera (2003)
- Crocifissione regia Pierpaolo Sepe (2004)
- Triste Rondine Maschio regia Francesca Staasch (2004)
- Per un pezzo di pane regia Pierpaolo Sepe (2004)
- La fine del Titanic regia Pierpaolo Sepe (2004)
- Pasolini secondo noi regia Massimiliano Cutrera (2005)
- La Divina Mimesis regia Pierpaolo Sepe (2005)
- Divin divan (2006)
- Rammenta, corpo regia Ian Sutton (2006)
- Pugacev regia Hossein Taheri (2006)
- Gog regia Hossein Taheri (2006)
- Sound of sign regia Fabiana Yvonne Lugli Martinez (2006)
- L'uomo della sabbia regia Shahroo Kheradmand (2006)
- I demoni regia Shahroo Kheradmand (2006)
- La Tempesta regia Ian Sutton (2007)
- Anche io, je suis Cathrine Deneuve regia Reza Keradman (2007)
- Pierino e il lupo regia Massimiliano Cutrera (2007)
- Con la penna e con la spada regia Massimiliano Cutrera (2011)

## Filmografia

### Cinema
- El Alamein - La linea del fuoco, regia di Enzo Monteleone (2002)
- Una vita migliore, regia di Fabio del Greco (2007)
- Onirica - Field of Dogs, regia di Lech Majewski (2014)
- Maria Maddalena, regia di Garth Davis (2018)
- Anja - Real Love Girl, regia di Paolo Martini e Pablo Benedetti (2020)
- Proiettili di Cristallo - Ultima Vittima, regia di Daniele Favilli (2023)

### Televisione
- E poi c'è Filippo, regia di Maurizio Ponzi – mini serie TV (2006)
- La fuggitiva, regia di Carlo Carlei – mini serie TV (2021)
- Suburræterna, regia di Ciro D'Emilio e Alessandro Tonda – serie TV (2023)
- Il conte di Montecristo (Le Comte de Monte-Cristo), regia di Bille August – miniserie TV, puntata 6 (2025)